# John Harkes
John Andrew Harkes (Kearny, 8 de março de 1967) é um ex-futebolista profissional norte-americano, que atuava como meia.

## Carreira
Como a maior parte parte de seus contemporâneos, Harkes começou sua carreira disputando torneios universitários, pela Universidade da Virgínia. Nessa época, o meio-campista era colega de outros jogadores que também viriam a se destacar na seleção de seu país, como o meia Tab Ramos e o goleiro Tony Meola. Em 1989, aos 22 anos, estreou profissionalmente no Albany Capitals.
Em 1990, deixou os EUA pela primeira vez para se aventurar no futebol inglês, mais precisamente no Sheffield Wednesday, onde atuou em 82 partidas até 1993, marcando sete gols. Teve ainda uma razoável passagem no Derby County, onde jogou entre 1993 e 1995 e marcou 5 gols em 67 jogos. Antes da criação da Major League Soccer, jogaria 12 partidas pelo West Ham, onde não fez nenhum gol.
Na recém-fundada MLS, Harkes estreou pelo D.C. United, clube onde viveu sua melhor fase, conquistando 5 títulos (as duas primeiras edições da MLS, em 1996 e 1997, foram as principais competições vencidas por ele). Em 1999, foi novamente emprestado, agora para o Nottingham Forest, mas faria apenas 3 jogos pelo clube inglês.
De volta aos EUA ainda em 1999, assinou com o New England Revolution, onde já começou a planejar sua aposentadoria, ocorrida em 2002, quando defendia o Columbus Crew. Na época, Harkes lutava contra uma série de lesões. A despedida definitiva, no entanto, foi oficializada apenas em 2003.

## Seleção
Com a camisa da seleção norte-americana, Harkes (conhecido pelos torcedores como "O capitão para toda a vida") estreou em março de 1987, ainda como universitário, em partida contra o Canadá. No ano seguinte, disputaria as Olimpíadas de Seul e marcaria seu primeiro gol em 1989, contra a Coreia do Sul.
Titular nas três partidas do selecionado na Copa de 1990, a primeira disputada pelos EUA desde a edição de 1950, o meia não conseguiu evitar a eliminação da jovem equipe (ainda na primeira fase. Quatro anos depois, disputou seu segundo Mundial, agora como capitão. No jogo contra a Colômbia, Harkes foi o autor do cruzamento que resultou no famoso gol-contra marcado por Andrés Escobar (Earnie Stewart era o jogador que receberia o cruzamento). Sua ausência foi sentida no jogo contra o Brasil, uma vez que Harkes estava suspenso por acúmulo de cartões amarelos.

### A polêmica envolvendo seu corte em 1998
Em 1998, Harkes era nome certo no elenco dos Estados Unidos que disputaria a Copa da França. Porém, acabou ficando de fora - boatos eram de que ele havia se machucado - , mas o técnico Steve Sampson alegou "problemas de liderança" para justificar o afastamento do capitão. Foi o estopim para Harkes publicar uma autobiografia em 1999, na qual criticava Sampson. Em fevereiro de 2010, o meia disse que fora cortado por Sampson porque o técnico havia descoberto um suposto caso entre Harkes e Amy, esposa do atacante Eric Wynalda. Sem o capitão, os EUA caíram na primeira fase, ficando em último lugar entre as 32 seleções. Wynalda e Harkes voltaram a se entender anos após o incidente.

### Volta à seleção e despedida
Com Bruce Arena no comando, Harkes voltaria a envergar a camisa da seleção em 1999, disputando a Copa das Confederações, onde os EUA fizeram boa campanha, terminando em terceiro lugar. Sua nonagésima (e última) partida pelo selecionado ianque foi em 2000, contra o Chile.

## Após a aposentadoria
Depois de encerrar a carreira, Harkes seguiria no Columbus Crew, agora como técnico das categorias de base da equipe. Em 2006, reencontrou seu último treinador na seleção, Bruce Arena, que comandava o New York Red Bulls, de quem seria auxiliar-técnico. Chegou também a trabalhar como comentarista esportivo, onde também teve rápidas participações.

## Curiosidade
- Em 1994, a revista People elegeu Harkes uma das 50 personalidades mais bonitas dos EUA.
- No filme "Duelo de Campeões", Harkes fez uma participação como Ed McIlvenny, zagueiro que integrou a equipe norte-americana em sua primeira Copa, em 1950. Foi a única incursão do ex-jogador no cinema.